# Lucero González
Luz Graciela González Montes (Ciudad de México, 18 de abril de 1947), más conocida como Lucero González, es una socióloga, fotógrafa y videasta mexicana. Es reconocida por mantener un trabajo cercano a la defensa de los derechos humanos y a las actividades que fomentan la conciencia y defensa feminista.

## Educación
Lucero González ingresó a la Licenciatura en Sociología impartida por la Universidad Nacional Autónoma de México, donde también cursó una Maestría en Estudios Latinoamericanos. Durante los años ha ido complementando su formación tanto en el área social como artística; ingresó a Fotografía de manera profesional en la Escuela Activa de Fotografía y desde ahí ha vinculado ambas áreas de conocimiento, profundizando en aspectos de la Antropología visual y la Escritura de la Imagen. 

## Trayectoria
Aun cuando nació en la Ciudad de México, sus orígenes familiares se remontan a la ciudad de Oaxaca, donde vivió su infancia y se acercó a los imaginarios sociales del campesinado y la situación indígena, participando de su cultura, fiestas y rituales, éstos la llevaron a concebir la realidad compleja que viven las otredades y las diferencias étnicas. La fotógrafa 
pensaba que una revolución socialista todo lo cambiaría hasta que le cayó el veinte y reivindicó el trabajo personal como la medida que algún día podrá modificar el mundo para mejorarlo, 
instancia que la llevó a producir un arte activo, activista y promotor de reflexiones o transformaciones sociales.
En los años 70 formó parte del Movimiento de Liberación de la Mujer y del colectivo La Revuelta, encargado de publicar un periódico feminista del mismo nombre, junto a otras artistas como Berta Hiriart, Eli Bartra, Dominique Guillemet, María Brumm y Ángeles Necoechea. Ya en la década de los 80 impulsó un CIDHAL (Comunicación e Intercambio para el Desarrollo Humano en América Latina) con apoyo psicológico, médico y legal para las mujeres. Posteriormente, en los años 90 fundó con otras colegas el grupo Semillas, (Sociedad Mexicana Pro Derechos de la Mujer, AC) y el GIRE (Grupo de Información en Reproducción Elegida). 

Su trabajo como fotógrafa está abocado a la representación de autorretratos, retratos y cuerpos desnudos, pues 
Está convencida de que la personalidad de la gente se encuentra en algún punto entre la imagen que quieren dar a quien las fotografía y la que el fotógrafo elabora.
Sin embargo, también conserva una veta documental donde realiza fotorreportajes que evidencia la condición social de la mujer, presentando su trabajo en periódicos, revistas, exposiciones y hasta calendarios de amplia difusión. Entre las artistas que han influencia su trabajo se encuentran Imogene Cunningham, Sally Mann, Berenice Koldo, María Eugenia Haya, Lola Álvarez Bravo y Graciela Iturbide. 
Durante el año 2007 funda y dirige el Museo de Mujeres Artistas Mexicanas, espacio virtual e independiente que tiene por objetivo de visibilizar el trabajo que las artistas mujeres venían desarrollando a lo largo del siglo XX y XXI en México. Este espacio funciona como un archivo o memoria compartida de aquellos trabajos que por razón de sexo habían sido relegados por fuera del escenario canónico de los museos. En este sentido, la virtualidad del museo ha permitido romper esas barreras institucionales, simbólicas y territoriales para permitir que tanto espectadoras como espectadores puedan acceder a dichas obras desde cualquier parte del mundo y puedan alimentar la creación de nuevas genealogías artísticas. Por lo demás, el museo no se ha contentado con sólo ser un espacio exhibitivo y difusor sino que a través de talleres, foros y charlas ha buscado posicionar el rol de las artistas, la necesidad de problematizar el campo del arte y profesionalizar su incidencia, como también generar colaboraciones o redes que comuniquen las obras realizadas por mujeres. 

## Feminismo
La fotógrafa Lucero González por medio de su obra ha planteando diversas aristas que conectan la realidad de las mujeres, se define a sí misma como una mestiza con identidad indígena incorporada, por lo que muchos de sus trabajos reflejan una concepción del cuerpo, la tierra y la naturaleza de manera integral y envolvente. La autora reconoce: 
Soy de aquí, soy mujer y todo esto me ha acompañado como simbología de creatividad, de fuerza, de libertad y de ese motor interno.
Su obra "Mi hija yo misma" una fotografía análoga de principios de los años 90 ha sido considerada por Mónica Mayer, como una de las obras maestras del arte feminista en México, en el expediente artístico que lleva por nombre Archiva pues alude gráficamente a la apropiación y reivindicación de conceptos tradicionales de la historia del arte por parte de las artistas mujeres. En ella se observa el retrato doble de Lucero junto a su hija, al interior de un espacio doméstico, en ambas escenas cambia el rol del resguardo y la protección, evidenciando la vulnerabilidad de las relaciones humanas y de las imposiciones sociales, que pueden ser reinventadas bajo la figura mamá-hija.  

La exposición que denominó "Una habitación propia" hace referencia al texto biográfico que Virginia Woolf publicó en 1929, volviéndose un punta pie inicial para la reflexión introspectiva de cada feminista que cuestiona tanto su propia vida como las condiciones de trabajo en que se desempeña. Una habitación propia alude justamente al espacio reservado donde las mujeres pueden liberar su creatividad y prosperar sin los tapujos que impone la sociedad patriarcal. La fotógrafa reconoce: 
Yo tengo un pequeño lugar que es mi estudio y cuando pensé en esta exposición para la Biblioteca Henestrosa quise que fuera como si alguien entrara a mi estudio y se encontrara con esa cantidad de fotos que he tomado. 
La muestra agrupaba fotografías realizadas en distintas épocas a mujeres de relevancia en el medio cultural mexicano.

En una reacción más politizada y ya con el bagaje de 7 años del  Museo de Mujeres Artistas Mexicanas, la autora precisa que:  
El feminismo es una visión del mundo y existe porque existe una opresión y ojalá no tuviéramos que estar luchando en pleno siglo XXI por la conquista del ejercicio de nuestros derechos, pero el hecho es que todavía nos falta mucho por hacer.

## Exposiciones
- 2003: "Our eyes/origen y pasión" en SomArts Gallery San Francisco, Estados Unidos.
- 2004: "Mujeres viendo a mujeres" en el Claustro de Sor Juana, CDMX, México.
- 2006: "La Siembra del Agua" en el Claustro de Sor Juana, CDMX, México.
- 2007: "El Maíz es Nuestra Vida" en el Museo de Historia Natural, CDMX, México.
- 2008: "Reunión Familiar" en el Museo de Arte Contemporáneo de Oaxaca, México.
- 2008: "De corazón" en el Museo de la Ciudad de México, CDMX, México.
- 2009: “Ayukk” en la Bienal de La Habana, Cuba.
- 2011: “Women in Apocalyptic Times" en Art GalleryWest, Connecticut, Estados Unidos.
- 2011: "Womentruals/MMX" en el Expressions Cultural Center, New London, Estados Unidos.
- 2001: "Ver. Mujeres Artistas Mexicanas" en la Galería Marie Louise Ferrari, Xalapa, México.
- 2012: "Eyes Everywhere, East and West Women Artists" en  Gallery of Hubei Institute of Fine Arts, Wuhan China .
- 2012-2013: "Mujeres detrás de la lente 100 años de creación fotográfica en México" presentada en el Centro Cultural Tijuana, en el Museo Arocena de Torreón y  en la Fototeca de Nuevo León., México.
- 2016: "Una habitación propia" en la Biblioteca Henestrosa, Oaxaca, México.
- 2016: "Una habitación propia"  en la Casa Universitaria del Libro, CDMX, México.
- 2018: "Origen" en la Galería Resplandor, Oaxaca, México.

## Premios
- 2005: Premio Semillas, de la Sociedad mexicana pro derechos de la mujer.
- 2006: Primer lugar en el concurso de fotografía por la desertificación Monterrey.
- 2010: Reconocimiento del Ayuntamiento de Oaxaca como ciudadana distinguida en la categoría Arte.